# Чёрная мечеть (Астрахань)
Чёрная мечеть (тат. Кара мәчет) — одна из старейших мечетей Астрахани. Построена в камне в 1816 году на средства купца Якупова на месте прежней деревянной. Являлась соборной мечетью Бухарского двора.
В 1901 году имамом мечети был Али Максутов. Приход мечети составлял 1208 человек (570 мужчин и 638 женщин). Решением ОИК от 25.01.1930 мечеть была закрыта, а её здание передано под татарскую школу.
С 1930 года здание использовалось не по назначению (школа) и разрушилось. 14 июня 1975 года была признана памятником архитектуры регионального (местного) значения. Решением Астраханского облисполкома № 484 от 22.08.1990 была принята под государственную охрану.
Восстановлена из руин в 2005-2008 годах. Находится по адресу ул. Зои Космодемьянской, 48.